# Церква Миколи Чудотворця (Константиновськ)
Церква Миколи Чудотворця  (рос. Церковь Николая Чудотворца) — колишній православний храм в м. Константиновську Ростовської області.
Адреса храму: Ростовська область, Константиновський район, місто Константиновськ, вул. 25 Жовтня, 52. Стояв на місці сучасного міського палацу культури.

## Історія
З 427 церков, діючих до Жовтневої революції 1917 року в Ростовській області, до теперішнього часу збереглося 78. Багато храмів були зруйновані, серед них Миколаївський собор в станиці Константиновській.

### Михайлівська церква
В 1714 році в станиці Ведерниковська Ростовської області діяла дерев'яна Михайло-Архангельська церква (також називалася Михайлівська церква), що входила до складу Воронезької єпархії. Церква була побудована в центрі станиці на високому березі річки Дон. Від розмивання річкою ґрунту церква чотири рази переставлялась з місця на місце. У церкві був дерев'яний іконостас з різьбленням і позолотою. До 1817 році Михайло-Архангельська церква занепала. У 1864 році станиця Ведерниковська була об'єднана зі станицею Бабською, і об'єднана станиця була названа Константиновською. У 1869 році Михайло-Архангельська церква з хутора Ведерниковська була перенесена в станицю Константиновську, де була перебудована.
30 серпня 1876 року на сході станиці Константиновськ було вирішено зібрати кошти для будівництва нової кам'яної церкви на честь Архистратига Михаїла. В клірових відомостях церков Константиновського приходу зазначалося, що церква була побудована на кошти торгового козака Чикалова і на гроші, виділені церковно-парафіяльним піклуванням. Козак Чикалов був власником цегельного заводу в станиці Константиновській. Його цегла була однією з самих високоякісних в станиці, де працювало три цегельних заводи.

### Микільська церква
У вересні 1877 року Духовна консисторія дозволила будівництво нового кам'яного храму; в цьому ж році і почалося будівництво. У зведенні храму брали участь випускники Петербурзького інституту цивільних інженерів Антоніо Кампионі та Карл Федорович Кюнцель, випускник Петербурзької академії мистецтв Петро Семенович Студенікін. Проект храму був виконаний архітектором Кампиони, під керівництвом якого храм будувався чотири роки. За цей час на глибину 14 метрів заклали фундамент, почали зводити стіни.
Замість хворого Кампиони в 1881 році був призначений архітектор Кюнцель, який раніше працював губернським архітектором в Полтаві. Карл Федорович Кюнцель будував храм 12 років. При ньому були викладені з цегли стіни собору (1887 рік), зведено дах. У 1890 році почалася кладка дзвіниці. З 1892 року обласним інженером-архітектором працював Петро Семенович Студенікін. Студенікін і добудовував собор. При ньому в 1893 році закінчили кладку дзвіниці.
1 жовтня 1894 року за нової церкви була побудована церковна школа грамоти (пізніше церковно-приходська школа). В даний час будівля школи збереглася.
П. С. Студенікін проектував внутрішню і зовнішню обробку собору, іконостас, розробляв елементи декору. 30 грудня 1896 року будівництво кам'яного храму в станиці Константиновській було закінчено. В 1897 році був встановлений іконостас. 29 жовтня 1897 року будівництво храму було повністю закінчено, трьохпрестольна церква була освячена. З храмових престолів — головний центральний був відкритий в ім'я святителя Миколая Чудотворця, північний — в ім'я Успіння Пресвятої Богородиці, південний — в ім'я Архістратига Михаїла. Храм по центральному престолу одержав назву Миколаївського.
Храм Миколи Чудотворця представляв собою п'ятикупольний будинок з візерунчастою цегляною кладкою. Для будівництва використовували місцеву цеглу двох кольорів. Склепіння вікон було напівкруглими у вигляді російських кокошників. Храм споруджений в російсько-візантійському стилі. На будівництво собору пішло 20 мільйонів цеглин. Цегляна кладка трималася на вапняному розчині. У той час у станиці Константиновській при будівництві цемент не використовувався. Зсередини храм мав розпис позолотою, багате церковне начиння.
Після громадянської війни в храмі розміщувалася машинно-тракторна станція, потім — склад солі. Незабаром з барабана дзвіниці зняли главку, на соборі розмістили парашутну вишку спортивного товариства.
У 1953 році було вирішено знести храм. Голова райкому партії Агєєв звернувся за порадою до Михайла Олександровича Шолохова. Письменник відрадив, однак у 1963 році собор був підірваний.
На місці зруйнованого собору в 1967 році було збудовано будинок культури.
14 жовтня 2004 року поруч з місцем підірваного храму і в пам'ять про нього городяни встановили пам'ятний поклінний хрест.